# 野部優美
野部 優美（のべ まさみ、1967年3月9日 - ）は、日本の漫画家。福島県いわき市出身。
スポーツを題材にした漫画を執筆しているが、野部自身もまた柔道や空手の心得がある、頑健な肉体の持ち主である。作品に『空手婆娑羅伝 銀二』、『真・餓狼伝』などがある。

## 略歴
20歳で漫画家デビュー。講談社第20回「ちばてつや賞」 ヤング部門優秀新人賞を受賞する（作品名『プロ』）も、程なく諸事情により、漫画の執筆を断念し、故郷のいわき市へ帰郷する。34歳のときに『ノー・サレンダー』で再デビュー。漫画の執筆活動を再開する。

## 作品リスト
- ノー・サレンダー（講談社『別冊ヤングマガジン』2001年20号・21号、前後編） - 友人のボクサー飯泉健二の実話を題材にした作品。[要出典]
- Birthday（講談社『別冊ヤングマガジン』2003年30号・31号）
- Boys Life（講談社『別冊ヤングマガジン』2003年42号 - 連載[注釈 1]） - 初連載作品。
- ROXY（秋田書店『月刊少年チャンピオン』2005年9月号 - 11月号）
- 空手婆娑羅伝 銀二（秋田書店『月刊少年チャンピオン』2006年10月号 - 2013年4月号）
- ファイティング寿限無（原作：立川談四楼、秋田書店『ヤングチャンピオン』2011年No.7[2] - ） - 小説のコミカライズ。
- 真・餓狼伝（原作：夢枕獏、秋田書店『週刊少年チャンピオン』2013年11号[3] - 2014年26号[4]）
- ランブル・フィスト（秋田書店『月刊少年チャンピオン』2016年3月号[5] - 2017年10月号[6]）
- とおせんぼう（日本文芸社『週刊漫画ゴラク』2019年1月4日・1月11日合併号 - ） - 読み切りからシリーズ化。
- ミカヅチ（少年画報社『ヤングキング』2020年17号[7] - 2023年12号[8]） - 第一部完[8]
- shine（秋田書店『月刊少年チャンピオン』2012年11月号、2018年3月号、『別冊少年チャンピオン』2018年8月号、2018年12月号 - 読切不定期掲載)
- 月刊しょうじゅう!（表紙イラスト）（伏龍・ワールド出版　2008年7月・創刊準備号、2008年8月・創刊号 - 2010年3月号）

### 書籍
記事がある作品はそれを参照。
- 『空手婆娑羅伝 銀二』秋田書店〈少年チャンピオン・コミックス〉、全11巻
  1. 2007年2月8日発売[9]、ISBN 978-4-253-21251-9
  2. 2007年5月8日発売[10]、ISBN 978-4-253-21252-6
  3. 2007年9月7日発売[11]、ISBN 978-4-253-21253-3
  4. 2008年7月8日発売[12]、ISBN 978-4-253-21254-0
  5. 2008年8月8日発売[13]、ISBN 978-4-253-21255-7
  6. 2008年9月8日発売[14]、ISBN 978-4-253-21256-4
  7. 2009年1月8日発売[15]、ISBN 978-4-253-21257-1
  8. 2009年5月8日発売[16]、ISBN 978-4-253-21258-8
  9. 2009年9月8日発売[17]、ISBN 978-4-253-21259-5
  10. 2010年1月8日発売[18]、ISBN 978-4-253-21260-1
  11. 2010年4月8日発売[19]、ISBN 978-4-253-21285-4
- 『ファイティング寿限無』[20]秋田書店〈ヤングチャンピオン・コミックス〉、全3巻
  1. 2011年8月19日発売、ISBN 978-4-253-14411-7
  2. 2012年1月20日発売、ISBN 978-4-253-14412-4
  3. 2012年6月20日発売、ISBN 978-4-253-14414-8

  - 『落語ボクサー 寿限無 リング上の師弟愛編』少年画報社〈ヤングキングベスト廉価版コミック〉、2017年、ISBN 978-4-7859-59333
- 『真・餓狼伝』原作：夢枕獏、秋田書店〈少年チャンピオン・コミックス〉、全6巻
- 『ランブル・フィスト』秋田書店〈少年チャンピオン・コミックス〉、全5巻
  1. 2016年7月8日発売[1][21]、ISBN 978-4-253-21818-4
  2. 2016年10月7日発売[22]、ISBN 978-4-253-21819-1
  3. 2017年2月8日発売[23]、ISBN 978-4-253-21820-7
  4. 2017年7月7日発売[24]、ISBN 978-4-253-21821-4
  5. 2017年11月8日発売[25]、ISBN 978-4-253-21822-1
- 『とおせんぼう』日本文芸社〈ニチブンコミックス〉、既刊1巻（2019年9月28日現在）
  1. 2019年9月28日発売[26]、ISBN 978-4-537-13982-2
- 『ミカヅチ』少年画報社〈ヤングキングコミックス〉、既刊5巻（2023年6月26日現在）
  1. 2021年3月8日発売[27]、ISBN 978-4-7859-6873-1
  2. 2021年10月11日発売[28]、ISBN 978-4-7859-7011-6
  3. 2022年4月11日発売[29]、ISBN 978-4-7859-7116-8
  4. 2022年11月28日発売[30]、ISBN 978-4-7859-7276-9
  5. 2023年6月26日発売[31]、ISBN 978-4-7859-7419-0
- 『shine』秋田書店〈少年チャンピオン・コミックス エクストラ〉、既刊1巻（2019年4月8日現在）
  1. 2019年4月8日発売、ASIN B07QG7W6XW